# الحامی
الحامی (به عربی: الحامی) یک منطقهٔ مسکونی در یمن است که در استان حضرموت واقع شده‌است.